# Idaea grisescens
Idaea grisescens är en fjärilsart som beskrevs av Müller 1936. Idaea grisescens ingår i släktet Idaea och familjen mätare. Inga underarter finns listade i Catalogue of Life.